# Hoogmade
Hoogmade est un village dans la commune néerlandaise de Kaag en Braassem, dans la province de la Hollande-Méridionale. Le 1er janvier 2006, le village comptait 1 460 habitants.
Hoogmade a été une commune indépendante jusqu'au 1er septembre 1855. À cette date, la commune est rattachée à Woubrugge. Pendant cinq ans, de 1812 à 1817, Hoogmade avait déjà été rattaché à Koudekerk, dont le village formait une exclave.

Images de Hoogmade
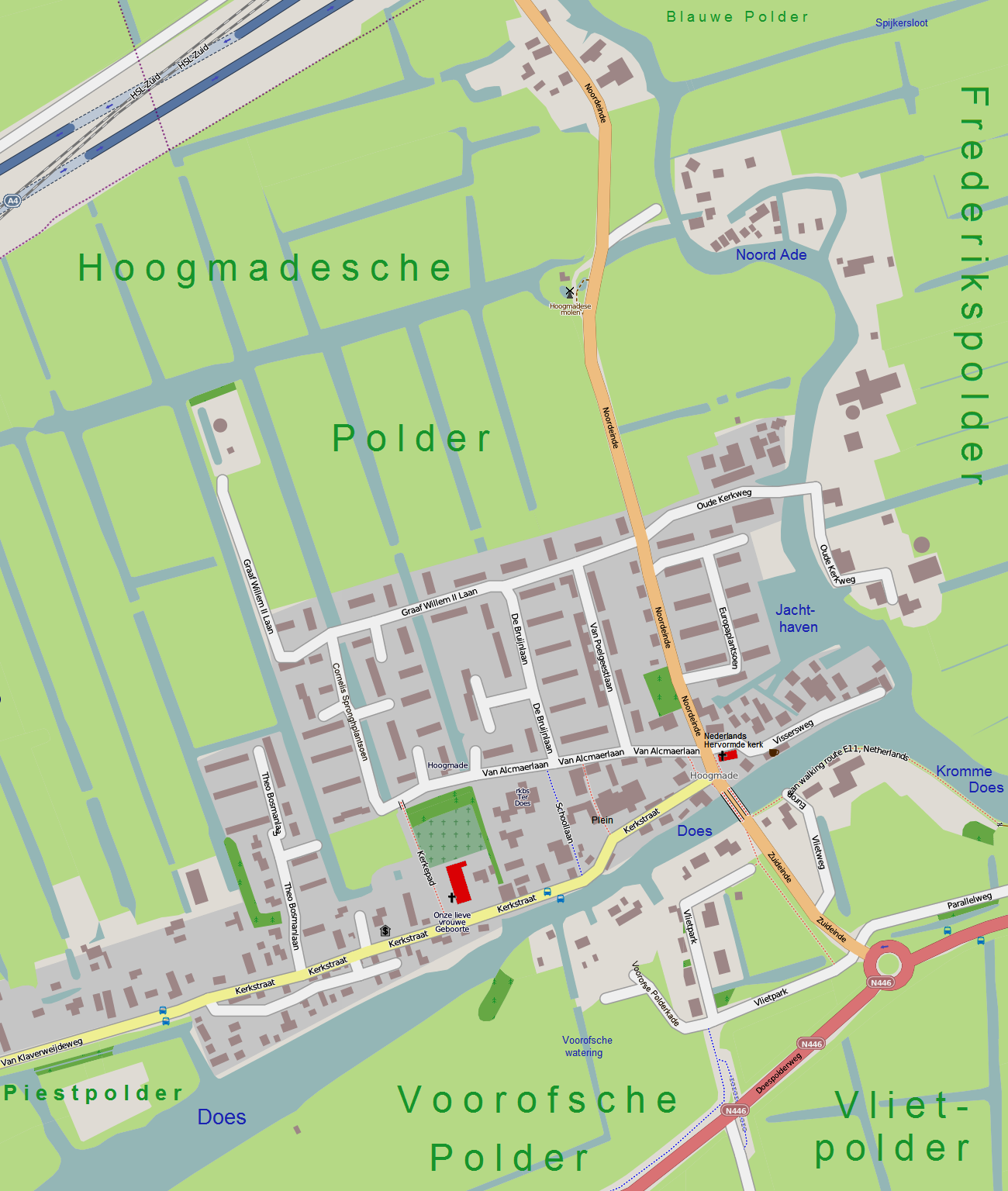
Plan de Hoogmade
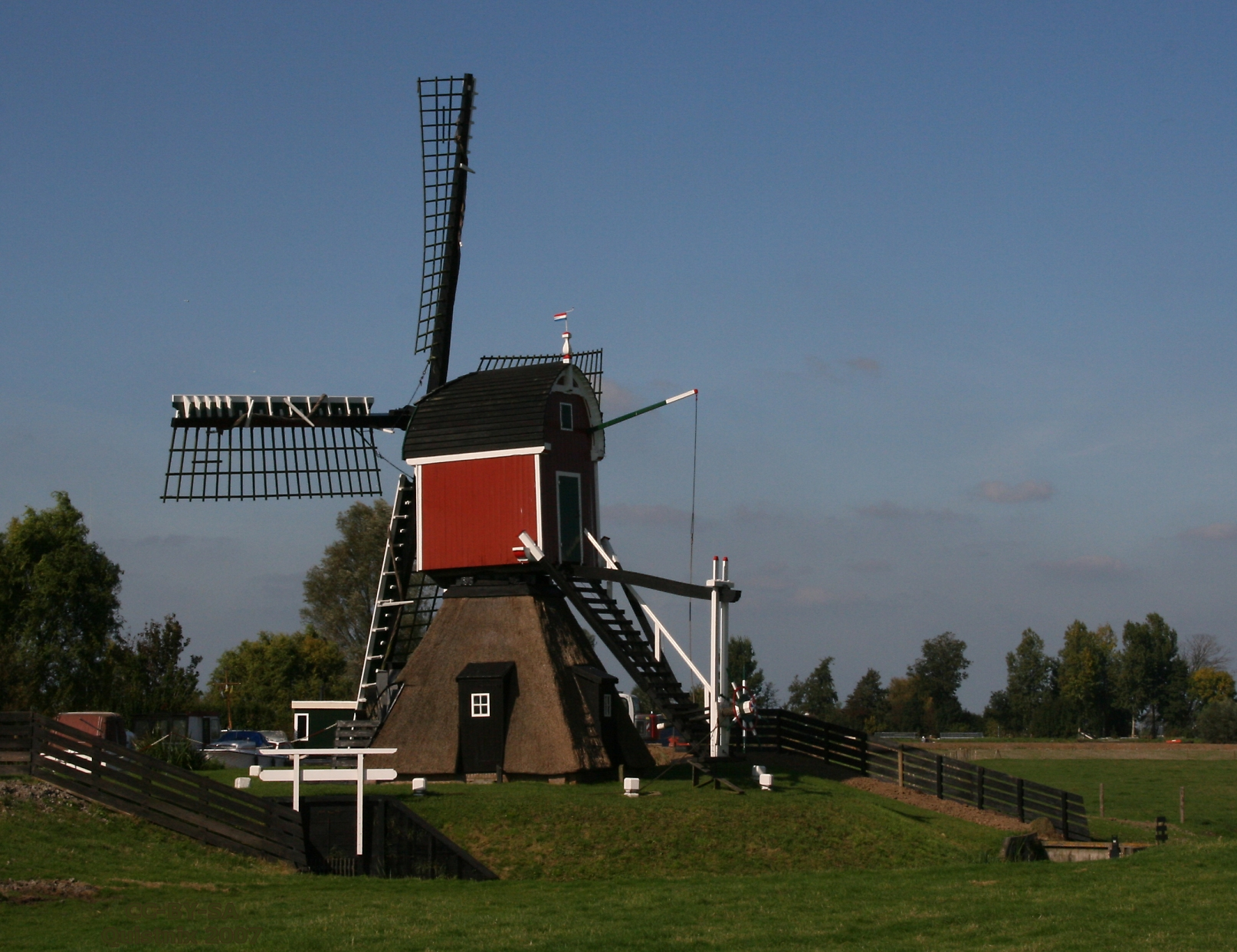
Le gros moulin
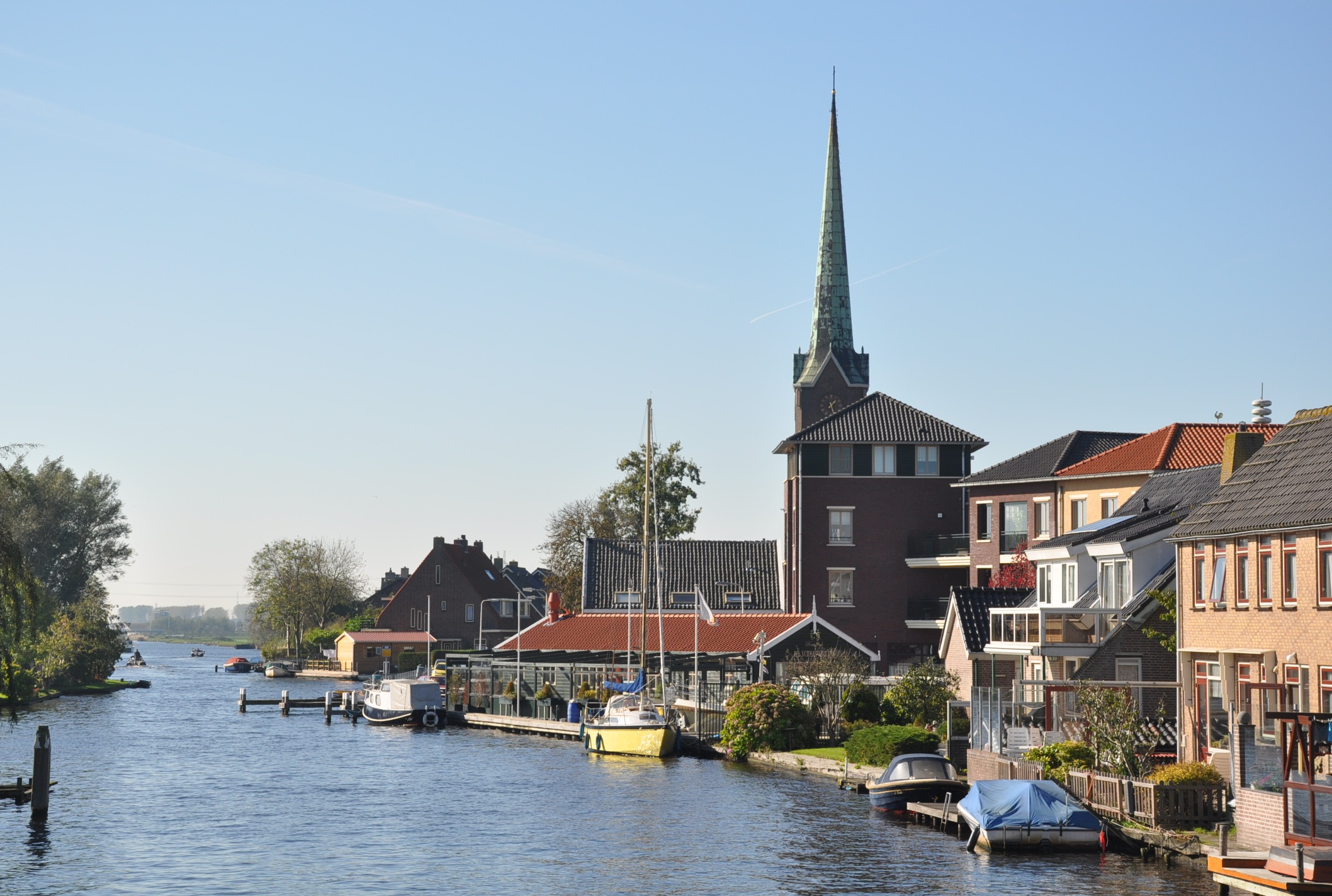
Centre ville au canal du Does
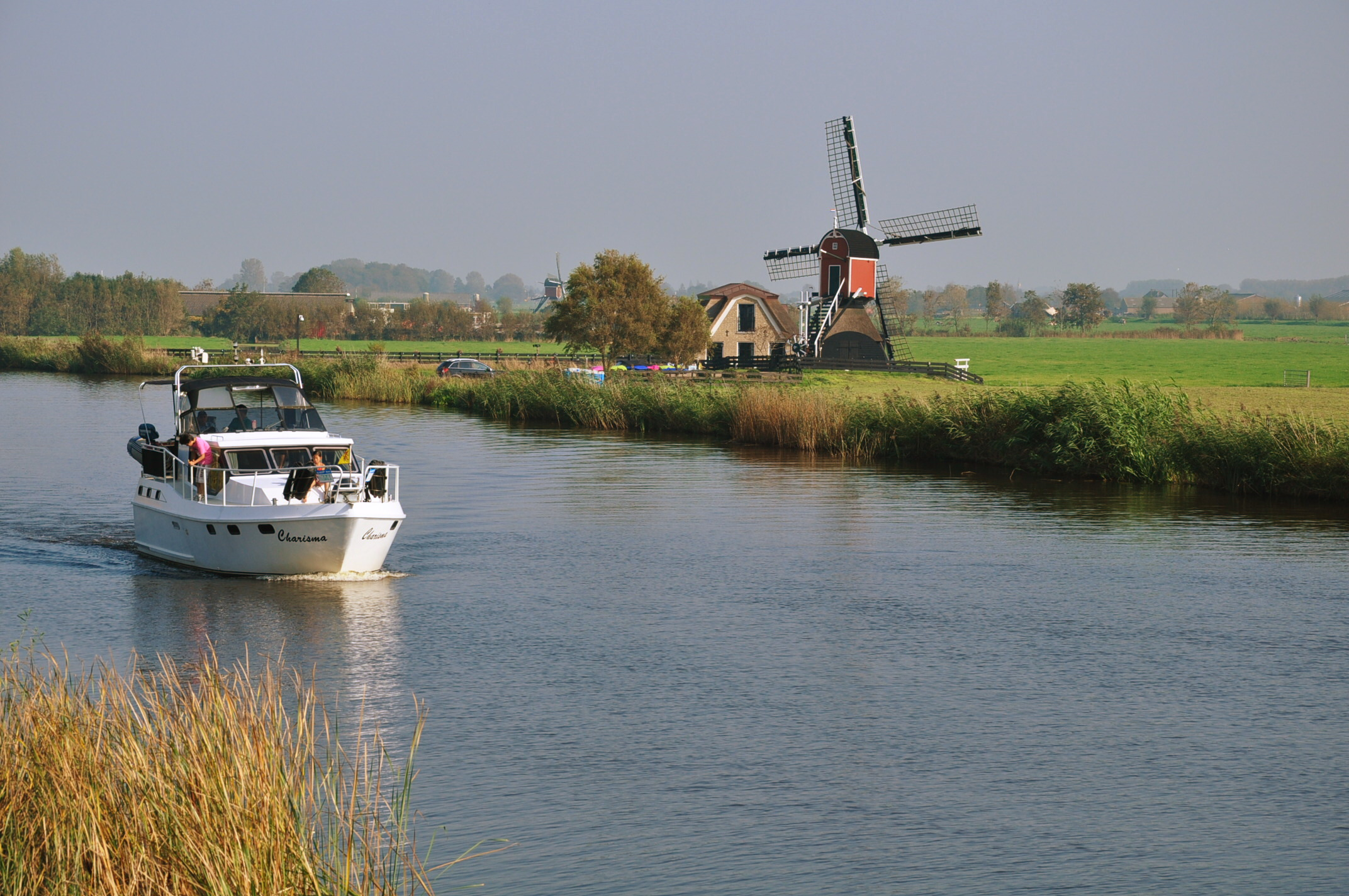
Le canal du Does à 2 km de Hoogmade